# Brigitte Autran
Pour les articles homonymes, voir Autran.
Brigitte Marie Nicole Autran, née en 1954 à Paris, ancienne praticienne de l’hôpital de la Pitié-Salpêtrière et une professeure des universités, spécialisée en immunologie, vaccin, déficit immunitaire et transplantation.  Elle est professeure émérite à Sorbonne Université et particulièrement connue pour ses travaux de recherche sur les soins aux malades du sida. En juillet 2022, elle devient également présidente du Comité français de veille et d'anticipation des risques sanitaires (COVARS).

## Parcours
Née en 1954 à Paris, Brigitte Autran mène des études de médecine qui la conduisent à l'internat des hôpitaux de Paris de 1978 à 1983. À ce titre, elle est en 1981 la première interne à être confronté à un patient atteint du sida, à l’hôpital Bichat-Claude-Bernard,. Elle présente sa thèse de doctorat de médecine en 1983, à l’université Paris 7, qu’elle complète en 1992 d’une thèse de doctorat en immunologie, Réponses t cytotoxiques au VIH et contrôle des fonctions de cytotoxicité exercées par les cellules cd8+cd57+, obtenant en 1991 le Prix Bernard Halpern.
En 1984, elle commence à intervenir à l'hôpital de la Pitié-Salpêtrière comme assistante après avoir exercé en tant que chef de clinique assistant à l'hôpital Bichat-Claude-Bernard. En 1989, elle devient maître de conférence et praticienne à l’hôpital de la Pitié-Salpêtrière  puis professeure des universités en 1994, participant à ce titre à des enseignements.
Elle a dirigé, au sein de l’hôpital de la Pitié-Salpêtrière, le département d’immunologie ainsi que le pôle de biologie médicale et pathologie. Ses contributions les plus importantes portent sur l’immunologie du VIH. Dans les années 1990, ses équipes démontrent le rôle  des lymphocytes pour contenir l'infection par le VIH. Le 4 juillet 1997, un groupe de biologistes et de médecins publient dans la revue américaine Science le résultat de recherches, menées sous sa direction, montrant pour la première fois que l'administration d'associations médicamenteuses antirétrovirales est de nature à stimuler les défenses de l'organisme, et à désactiver l'action cellulaire du virus. C'est la confirmation des apports de la trithérapie pour soigner les malades du VIH.
En juillet 2004, à la 15e conférence internationale sur le sida, à Bangkok, Brigitte Autran évoque des recherches sur un vaccin thérapeutique,  pour tenter de restaurer les réponses immunitaires, selon un axe différent des cocktails d'antirétroviraux de la trithérapie, et de façon complémentaire.
De 2009 à 2013, elle coordonne le programme Infection-Cancer-Immunité au sein de l’Institut fédératif de recherche 113, ainsi que l’équipe de recherche Immunité et Immunogénétique antivirale et vaccinale rattachée à l’Institut national de la santé et de la recherche médicale (Inserm). Elle a développé un consortium de recherches vaccinales (CoReVac) auprès de l’Alliance nationale pour les sciences de la vie et de la santé (Aviesan) et de l’Institut de microbiologie et maladies infectieuses (IMMI).
Elle a apporté également son concours à l’Organisation mondiale de la santé, qui la met à contribution  pour son expertise dans le domaine de la sécurité des vaccins.
En juillet 2022, elle est nommée présidente du comité de veille et d'anticipation des risques sanitaires (COVARS) qui remplace le Conseil scientifique Covid-19.

## Vie privée
Brigitte Autran a deux enfants.

## Décorations
- Chevalière de la Légion d'honneur Elle est nommée chevalière par décret du 13 juillet 2005[11]

### Articles de journaux
Exemples  d’articles de journaux d’informations générales citant ses recherches.
- Paul Benkimoun, « La recherche antisida à petits pas », Le Monde,‎ 21 juillet 2004 (lire en ligne).
- Vincent Olivier, « La protéine qui protège », L’Express,‎ 3 février 2002 (lire en ligne).
- (en) Lawrence K. Altman, « Immune System Can Revive After AIDS, Studies Suggest », The New York Times,‎ 2 juillet 1998 (lire en ligne).
- Marc Gozlan, « Mieux comprendre l'impact des trithérapies », Le Figaro,‎ 24 février 1998 (lire en ligne).
- Jean-Yves Nau, « Les trithérapies réactivent le système immunitaire des malades du sida », Le Monde,‎ 5 juillet 1997 (lire en ligne).